# Eugène Martineau
Eugène Julien Martineau (Heerlen, 14 mei 1980) is een Nederlandse tienkamper uit Kerkrade. Hij werd tot nu toe eenmaal Nederlands kampioen en heeft zich ontwikkeld tot een van de beste Nederlandse meerkampers ooit. Op de Nederlandse Top 10 Aller Tijden ranglijst bezet hij de vijfde plaats (peildatum mei 2012). Martineau nam tweemaal deel aan de Olympische Spelen.

## Biografie

### Start
Martineau, die als zesjarig jongetje startte met judo, stapte enkele jaren later, mede als gevolg van een verhuizing, over op atletiek. Al gauw bleek dat met name de veelzijdigheid van de atletieksport hem trok. De meerkamp was dan ook een bewuste keuze. "Het mooie van die meerkamp is dat je twee dagen bezig kunt zijn met steeds weer een nieuw onderdeel. Als het ene wat minder gaat, kun je dat daarna proberen goed te maken," stelt Eugène.

### Afkomst
Zijn ouders zijn afkomstig van Aruba, maar zelf is Eugène Martineau geboren in Limburg. Hij is lid van atletiekvereniging Achilles-Top in Kerkrade en heeft daar de Duitser Joachim Schultz als hoofdtrainer. "Hij is zelf oud-meerkamper en heeft vlak over de grens in eigen land een trainingsgroep. Maar daar hebben ze alleen een gravelbaan. Daarom trainen ze vaak bij ons en is hij ook clubtrainer bij Achilles geworden," aldus Eugène.
Zijn eerste opvallende tienkampprestatie op een belangrijk internationaal toernooi leverde Martineau in 2001 tijdens de Europese kampioenschappen voor atleten onder 23 jaar in het Amsterdamse Olympisch Stadion. Met een PR-totaal van 7507 punten werd hij er achtste. Een jaar later was hij rijp voor het grote werk, maar bij de Europese kampioenschappen in München ging het al tijdens het tweede nummer, het verspringen, mis. De Limburger blesseerde zich, ging nog wel door, maar had na de eerste dag zoveel klachten, dat hij de tweede dag noodgedwongen aan de kant moest blijven.

### Olympische Spelen
In 2004 was Eugène Martineau lid van de Nederlandse ploeg voor de Olympische Spelen in Athene, waarvoor hij zich eerder dit seizoen met een nieuwe PR-score van 8082 punten in Götzis ruimschoots had geplaatst. Hij stond met die prestatie inmiddels dertiende op de wereldranglijst. In Athene ging Martineau met een persoonlijk beste 100 meterprestatie van 10,99 voortvarend van start. Des te groter was de teleurstelling, toen hij bij het derde nummer, het kogelstoten, geen geldige worp wist te produceren. Daardoor viel hij terug tot de 29e plaats. Hier kwam hij niet meer vanaf, ondanks een tweede PR van 15,02 op de 110 m horden aan het begin van de tweede dag. Martineau eindigde op een totaal van 7185 punten.
In 2005 bleef de prestatiecurve van de Limburgse meerkamper verder oplopen. Allereerst werd hij in maart bij de Europese indoorkampioenschappen in Madrid op de zevenkamp achtste met een recordaantal punten van 5766, onder andere achter Chiel Warners die hier met 6055 punten en een vierde plaats zelfs zeer goed voor de dag kwam. Vervolgens bleek ook Götzis hem weer gunstig gezind, want op 29 mei 2005 verbeterde Martineau er opnieuw zijn persoonlijk beste tienkamp ooit, deze keer tot 8114 punten. Drie jaar lang is dit zijn beste score gebleven. Met dit resultaat zette hij zichzelf bovendien op de vierde plaats in de Nederlandse Top 10 Aller Tijden. Toch ging het enkele maanden later ten derden male mis op het belangrijkste toernooi van het jaar, de wereldkampioenschappen in Helsinki. Geplaagd door kou, regen en wind slaagde Eugène er niet in om het bij het polsstokhoogspringen voor elkaar te krijgen, met drie mislukte pogingen als resultaat. Met een opspelende hamstring besloot hij vervolgens de strijd te staken.

### Goed resultaat in Göteborg
Het jaar daarna schudde Eugène Martineau echter alle opgelopen trauma's uit voorgaande internationale kampioenschappen van zich af en kwam hij tijdens de Europese kampioenschappen 2006 in Göteborg met een elfde plaats en 8035 punten tot een zeer verdienstelijk resultaat.
Helaas begon 2007 weer in mineur. Bij de EK indoor in Birmingham in maart verrekte hij bij het verspringen bij zijn eerste poging een hamstring en moest hij diep teleurgesteld de strijd opnieuw voortijdig staken. De teleurstelling was des te heviger, omdat hij op het eerste nummer, de 60 m, met een PR van 7,09 juist zo goed was begonnen. Het duurde even voordat de Limburger van deze nieuwe tegenslag was hersteld. Hij moest er de Nederlandse kampioenschappen meerkamp door laten schieten, maar begin juli was hij er bij de wedstrijden om de Europa Cup in Tallinn weer bij. Met name door zijn toedoen eindigde Nederland als derde achter winnaar Wit-Rusland en Frankrijk. Met een vijfde plek en 7877 punten was Eugène Martineau er in het individuele klassement de beste Nederlander.
Martineau bleek dus op tijd te zijn hersteld en kon zich opmaken voor de WK in Osaka, waarvoor hij zich op basis van zijn resultaat op de EK in Göteborg reeds had gekwalificeerd. In Osaka sloeg het noodlot echter andermaal toe. Aan het einde van de eerste dag kreeg Martineau tijdens het laatste onderdeel van de eerste dag, de 400 m, opnieuw last van zijn hamstrings, zij het nu in het andere been als in Birmingham. Behandeling door het medische team mocht niet baten en de ongelukkige Limburger moest aan het begin van de tweede dag de strijd staken. Hij stond op dat moment op de 22e plaats. Wat een hoogtepunt in de atletiekloopbaan van Martineau had moeten worden, werd zo opnieuw een teleurstelling.

### Toewerken naar climax
Martineau begon het olympische jaar 2008 rustig. Hij wilde het risico van een vroege blessure zo veel mogelijk voorkomen en beperkte zich tijdens het indoorseizoen tot deelname aan individuele nummers. Aandacht besteedde hij in die periode met name aan het polsstokhoogspringen en dat leverde hem tijdens de Nederlandse indoorkampioenschappen in Gent zowaar nog een bronzen plak op ook. Vervolgens stonden twee trainingsstages gepland, één in Spanje gevolgd door een stage op Tenerife, de laatste samen met de olympische selectie van de Atletiekunie. Het vizier was intussen gericht op de jaarlijkse Hypo Meeting in Götzis eind mei, waar Martineau een startbewijs voor de Olympische Spelen hoopte te veroveren. En inderdaad leverde hij er een tienkamp af die beter was dan ooit: met een score van 8161 punten verbeterde hij zich ten opzichte van zijn eveneens in Götzis gerealiseerde pr-totaal uit 2005. De olympische limiet lag echter zegge en schrijve 5 punten hoger en Eugène Martineau greep wat Peking betreft dus mis. Een tweede poging was vereist en die ondernam de donkere Limburger drie weken later in het Duitse Ratingen tijdens de Mehrkampf-Meeting Ratingen. Dit keer liet hij er geen enkele twijfel meer over bestaan en met een zeer goed resultaat van 8233 punten, inclusief drie persoonlijke records op individuele nummers en één evenaring, verzekerde hij zich van een ticket naar Peking. Hij kon zich hierna in alle rust gaan voorbereiden op het tweede olympische optreden uit zijn atletiekloopbaan.

### OS Peking: doel niet bereikt
Op de eerste dag van de olympische tienkamp in Peking goot het van de regen toen de meerkampers aan hun eerste onderdeel begonnen. Dit duurde tot het kogelstoten, het derde nummer. Mede hierdoor bleef Marineau op alle onderdelen iets onder zijn p.r.-niveau en sloot hij die dag af met 4002 punten en een negentiende plaats. Op de tweede dag wist Martineau zich vooral door zijn goede werpprestaties (met de speer kwam hij zelfs tot een p.r. van 71,44 m) tot een veertiende plaats op te werken. Had hij ook zijn p.r. bij het polsstokhoogspringen (5,00 m) wat meer weten te benaderen (nu sprong hij 4,70) dan had hij wellicht nog dichter in de buurt van de top tien terecht kunnen komen. Het doel dat hij zich van tevoren had gesteld, finishen bij de eerste tien, werd met zijn totaalscore van 8055 punten niet bereikt. Waar hij echter bij diverse eerdere gelegenheden zijn meerkamp voortijdig moest afbreken wegens een blessure, of een ondermaatse prestatie op een van de onderdelen afleverde, bracht Eugène Martineau zijn wedstrijd ditmaal wél tot een goed einde.
Die positieve conclusie kan de basis vormen voor nog betere prestaties in de toekomst. Een meerkamp in de 8500 punten behoort, kijkend naar zijn p.r.-prestaties, beslist tot de mogelijkheden.

### WK 2009
In 2009 was alles vanzelfsprekend gericht op de WK die dat jaar in augustus zouden plaatsvinden. Op basis van zijn prestaties in Peking was Martineau voorgeselecteerd en hoefde hij in de loop van het seizoen slechts vormbehoud te tonen. De B-limiet van 7730 punten was hierbij maatgevend.
Allereerst trad hij begin februari aan voor een zevenkampinterland tussen Nederland, Spanje, Tsjechië, Frankrijk en Groot-Brittannië in het Spaanse Zaragoza. Hier moest hij de strijd echter na vijf onderdelen staken vanwege een voetblessure. Het herstel hiervan plus een familiereünie op Aruba was er de oorzaak van, dat hij zich op de Nederlandse indoorkampioenschappen niet liet zien. Op de EK indoor in Turijn was hij er echter weer bij en eindigde hij op de zevenkamp als negende, waarbij hij zijn persoonlijke record van 5776, vier jaar eerder in Madrid gevestigd, opvijzelde naar 5884.
Voor het voldoen aan de WK-limiet richtte Eugène Martineau zich daarna, net als bij voorgaande gelegenheden, op de jaarlijkse Hypo-Meeting in Götzis, eind mei. En opnieuw met succes. Hij realiseerde er zijn doel ruimschoots, want met 8083 punten finishte hij zelfs als beste (negende) van het drietal Nederlandse tienkampers, van wie Eelco Sintnicolaas en Ingmar Vos eveneens de WK-limiet haalden, die voor hen op 8000 punten lag. Martineau draaide in Götzis zo’n goede wedstrijd, dat hij er zelfs van baalde op vijf punten de belangrijke achtste plaats te hebben gemist.
Hierna nam de Limburger in zijn voorbereidingen voor Berlijn slechts aan wat individuele wedstrijden deel. Zo was hij op de Nederlandse baankampioenschappen actief op polsstokhoogspringen, waarop hij met 4,72 als achtste eindigde. In Berlijn leverde Martineau op de tienkamp een degelijke prestatie. Hij draaide behoorlijk mee, kwam bij het verspringen en het speerwerpen tot PR-prestaties, maar moest bij het polsstokhoogspringen genoegen nemen met 4,80, nadat opnieuw een hamstring was gaan opspelen. Hij kon de wedstrijd na twee lange, afmattende dagen echter volbrengen en eindigde met 8055 punten als negentiende, één plaatsje voor Ingmar Vos, die zijn tienkamp met 8009 op een twintigste plaats afsloot.

## Nederlandse kampioenschappen
| Onderdeel | Jaar |
| --------- | ---- |
| tienkamp  | 2003 |

## Statistieken

### Persoonlijke records
Outdoor
| Onderdeel            | Prestatie | Datum            | Plaats   |
| -------------------- | --------- | ---------------- | -------- |
| 100 m                | 10,96 s   | 28 mei 2005      | Götzis   |
| 400 m                | 48,58 s   | 29 mei 2004      | Götzis   |
| 1500 m               | 4.27,34 s | 2 juli 2006      | Yalta    |
| 110 m horden         | 14,37 s   | 22 juni 2008     | Ratingen |
| hoogspringen         | 2,06 m    | 10 augustus 2006 | Göteborg |
| verspringen          | 7,41 m    | 19 augustus 2009 | Berlijn  |
| polsstokhoogspringen | 5,00 m    | 29 mei 2005      | Götzis   |
| kogelstoten          | 14,06 m   | 23 mei 2009      | Hoorn    |
| discuswerpen         | 45,00 m   | 22 juni 2008     | Ratingen |
| speerwerpen          | 71,44 m   | 22 augustus 2008 | Peking   |
| tienkamp             | 8233 p    | 21/22 juni 2008  | Ratingen |

Indoor
| Onderdeel            | Prestatie | Datum           | Plaats     |
| -------------------- | --------- | --------------- | ---------- |
| 60 m                 | 7,09 s    | 3 maart 2007    | Birmingham |
| 1000 m               | 2.40,21 s | 1 februari 2004 | Zuidbroek  |
| 60 m horden          | 8,27 s    | 1 februari 2009 | Zaragoza   |
| hoogspringen         | 2,06 m    | 5 maart 2005    | Madrid     |
| verspringen          | 7,40 m    | 7 maart 2009    | Turijn     |
| polsstokhoogspringen | 5,00 m    | 8 maart 2009    | Turijn     |
| kogelstoten          | 13,80 m   | 31 januari 2004 | Zuidbroek  |
| zevenkamp            | 5884 p    | 7/8 maart 2009  | Turijn     |

### Prestatieontwikkeling meerkamp
| Jaar | Tienkamp | Zevenkamp |
| ---- | -------- | --------- |
| 2001 | 7507     | 4987      |
| 2002 | 7681     | 5330      |
| 2003 | 7633     | -         |
| 2004 | 8082     | 5598      |
| 2005 | 8114     | 5766      |
| 2006 | 8035     | 5659      |
| 2007 | 7877     | -         |
| 2008 | 8233     | -         |
| 2009 | 8083     | 5884      |
| 2010 | -        | -         |
| 2011 | -        | -         |

### Opbouw PR meerkamp en potentie op basis van persoonlijk records
In de tabel staat de uitsplitsing van het persoonlijk record op de tienkamp. In de kolommen ernaast staat ook het potentieel record, met alle persoonlijke records op de losse onderdelen en de bijbehorende punten.
|              | Uitsplitsing PR | Uitsplitsing PR | Uitsplitsing PR |              | Potentieel record | Potentieel record |
| Onderdeel    | Prestatie       | Wind (m/s)      | Punten          | Pers. record | Punten            |                   |
| ------------ | --------------- | --------------- | --------------- | ------------ | ----------------- | ----------------- |
| 100 m        | 11,17           | +0,3            | 823             | 10,96        | 870               |                   |
| verspringen  | 7,27            | +1,5            | 878             | 7,41         | 913               |                   |
| kogelstoten  | 13,24           |                 | 682             | 14,06        | 732               |                   |
| hoogspringen | 1,99            |                 | 794             | 2,06         | 859               |                   |
| 400 m        | 49,25           |                 | 849             | 48,58        | 881               |                   |
| 110 m horden | 14,37           | +2,0            | 927             | 14,37        | 927               |                   |
| discuswerpen | 45,00           |                 | 767             | 45,00        | 767               |                   |
| polshoog     | 5,00            |                 | 910             | 5,00         | 910               |                   |
| speerwerpen  | 70,09           |                 | 891             | 71,44        | 911               |                   |
| 1500 m       | 4.35,04         |                 | 712             | 4.24,10      | 784               |                   |
| Puntentotaal |                 |                 | 8233            |              | 8554              |                   |